# Pääjärvi (sjö i Karstula)
Pääjärvi är en sjö i Finland. Den ligger i kommunen Karstula i landskapet Mellersta Finland, i den centrala delen av landet, 300 km norr om huvudstaden Helsingfors. Pääjärvi ligger 144,4 meter över havet. Den är 14,9 meter djup. Arean är 29,5 kvadratkilometer och strandlinjen är 95,36 kilometer lång. Sjön  ingår i Kymmene älvs huvudavrinningsområde.   Den sträcker sig 19,7 kilometer i nord-sydlig riktning, och 10,6 kilometer i öst-västlig riktning.
I övrigt finns följande i Pääjärvi:
- Ellunsaari (en ö)
- Tuomaansaari (en ö)
- Taikinasaari (en ö)
- Männikkösaari (en ö)
- Karjasaari (en ö)
- Parkinluoto (en ö)
- Jyrkkäkallio (en ö)
- Kertosaari (en ö)
- Vuohisaari (en ö)
- Hermanninsaari (en ö)
- Selkäluoto (en ö)
- Nuttura (en ö)
- Korpisaari (en ö)
- Kirkkosaari (en ö)
- Lehtosaari (en ö)
- Sikosaari (en ö)
- Unikonsaari (en ö)
- Pajusaari (en ö)
- Kuoliosaari (en ö)
- Pajukannansaari (en ö)
- Haapasaari (en ö)
- Särkimätäs (en ö)
- Limonsaaret (en ö)
- Lampoluoto (en ö)
- Verkkosaaret (en ö)
- Kivikonsaari (en ö)